# Fédor Rostopchine
Pour les articles homonymes, voir Rostoptchine.
Le comte Fédor Rostopchine (en russe : Фёдор Васильевич Ростопчин, Fiodor Vassilievitch Rostoptchine) né à Kozminka dans le gouvernement d'Orel le 23 mars 1763 et mort à Moscou le 30 janvier 1826, est un général russe, ministre des Affaires étrangères de 1799 à 1801, puis gouverneur général de Moscou de 1812 à 1814.
C'est également le père de Sophie Rostopchine, qui devint une autrice célèbre durant la seconde moitié du XIXe siècle, sous le nom de comtesse de Ségur.

## Biographie
Rostopchine descendait d’une ancienne famille russe d’origine mongole. On le dit même « descendant de Gengis Khan ». Entré de bonne heure dans la carrière des armes, il était lieutenant à 21 ans dans la garde impériale. Il quitta alors la Russie pour voyager et résida quelque temps à Berlin, où il était encore en 1778.

### Sous PaulIer
L’esprit et la vivacité du jeune Rostopchine plurent au comte Romanzov, chancelier de l’Empire, frère du ministre des Affaires étrangères, alors ambassadeur à Berlin. Sous le règne de Paul Ier, son avancement fut aussi rapide que brillant. Il fut décoré du grand cordon de Saint-André et fait comte, ainsi que son père ; mais bientôt ils tombèrent l’un et l’autre, pour des raisons inconnues, dans une disgrâce à laquelle le comte Nikita Petrovitch Panine ne fut pas étranger, et eurent ordre de se retirer dans leurs terres. Il se retira donc à Voronovo (acheté en 1800) qui devint un domaine modèle.

### Guerre de 1812
Le comte Rostopchine retrouva grâce auprès d'Alexandre Ier qui le chargea du gouvernement de Moscou, lorsque les Français parurent sous les murs de Moscou en 1812. Le 11 septembre, trois jours avant l'arrivée de l’empereur Napoléon Ier à la tête de la Grande Armée, il adressa à la garnison une proclamation conçue en termes étranges, mais énergiques et propres à enflammer l’enthousiasme patriotique et religieux des Moscovites. Le 12, il se rendit auprès du prince Koutouzov, général en chef de l’armée russe, en annonçant son départ en style plus singulier encore.

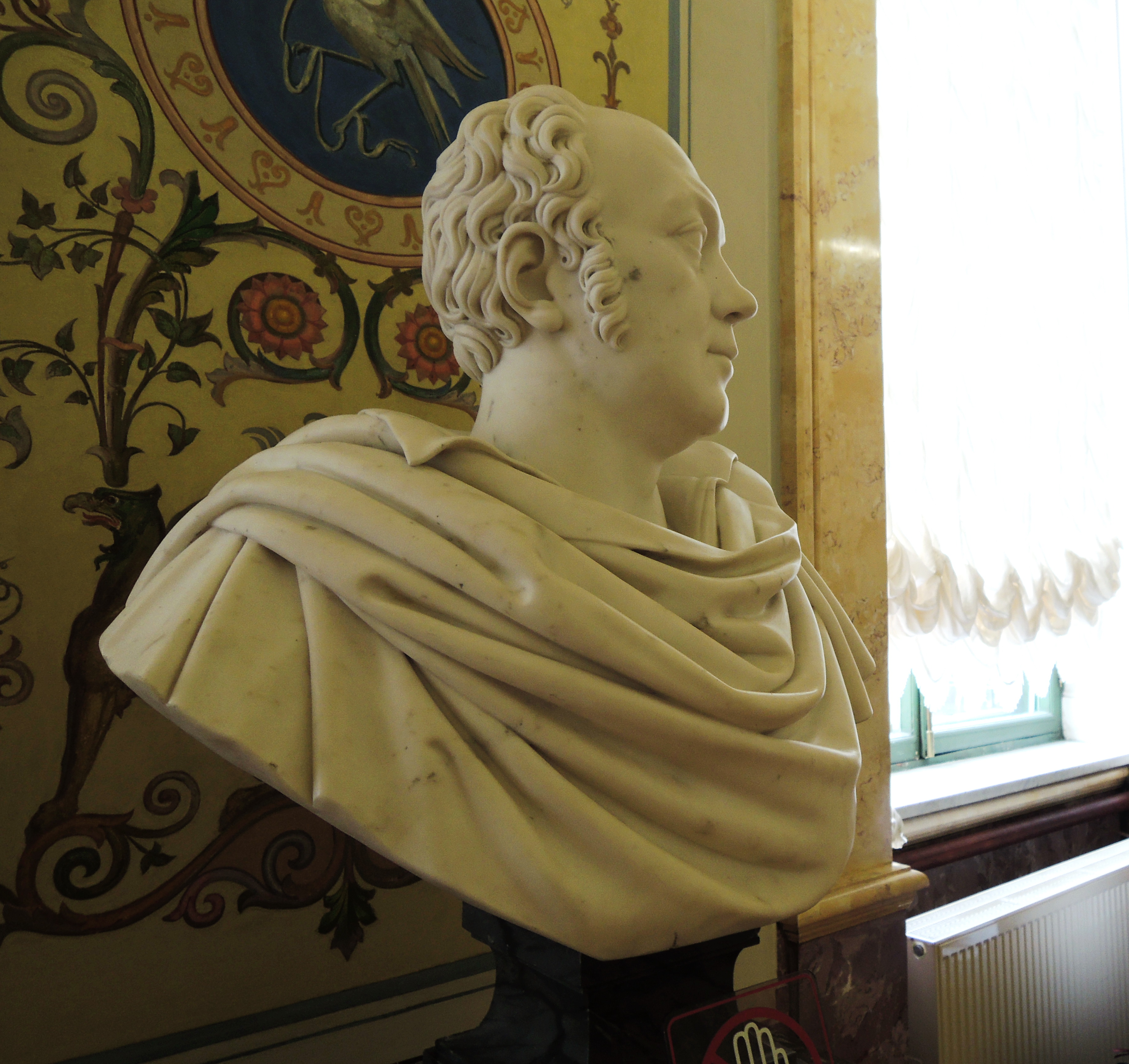
Buste de Rostopchine.

Le 14 septembre à midi, selon le 19e bulletin, les Français entrèrent à Moscou ; le même jour (20e bulletin), les Russes mirent le feu à plusieurs édifices publics de cette grande ville. Les rapports officiels annoncèrent que des forçats libérés, des bandits de toute espèce mirent le feu dans cinq cents endroits différents par ordre du gouverneur. Mais Monsieur Rostopchine écrit «...les prisons de Moscou renfermaient les prisonniers des gouvernements de Witepsk, de Mohilov, de Minsk et de Smolensk. Leur nombre, compris ceux du gouvernement de Moscou, montait à huit cent dix individus, qui sous l'escorte d'un bataillon pris dans un régiment de garnison, furent envoyés à Nijni Novgorod, deux jours avant l'entrée de l'ennemi à Moscou.» . À Voronovo, dit le 23e bulletin, le comte Rostopchine mit le feu à sa maison de campagne.
Stendhal écrit de lui dans son Journal (en date du 14 septembre) : « Le général Kirgener l'avait dit devant moi à Louis : "Si l’on veut me donner quatre mille hommes je me fais fort, en six heures, de faire la part du feu, et il serait arrêté". Ce propos me frappa. (Je doute du succès. Rostopchine faisait sans cesse mettre le feu de nouveau ; on l’aurait arrêté à droite, on l’aurait retrouvé à gauche, en vingt endroits.) (…) Nous apercevions très bien l’immense pyramide formée par les pianos et les canapés de Moscou, qui nous auraient donné tant de jouissance sans la manie incendiaire. Ce Rostopchine sera un scélérat ou un Romain ; il faut voir comment son affaire prendra. On a trouvé aujourd’hui un écriteau à un des châteaux de Rostopchine ; il dit qu’il y a un mobilier de tant (un million, je crois), etc., etc., mais qu’il l’incendie pour ne pas en laisser la jouissance à des brigands. Le fait est que son beau palais d’ici n’est pas incendié. » En tout cas, Stendhal note quelques pensées sur un volume de Chesterfield qu'il a pillé dans la maison de campagne de Rostopchine.
Le comte Rostopchine conserva le gouvernement de Moscou jusqu’au mois de septembre 1814. À cette époque, il donna sa démission et accompagna à Vienne l’empereur Alexandre. Cette même année, il avait été nommé membre du Conseil d'État de l'Empire russe. En 1817, il vint à Paris, où il paraissait avoir l’intention de fixer son séjour. Dix ans après l'incendie de Moscou, le comte Fédor Rostopchine se défend contre l'accusation de l'incendie criminel de Moscou dans une brochure imprimée à Paris en 1823 où il expose sa version des faits. Il accuse notamment Napoléon de détourner de sa personne la responsabilité de cet incendie et réfute les preuves présentées de sa culpabilité.
Le comte Rostopchine mourut à Moscou le 30 janvier 1826 et fut enterré au cimetière Piatnitskoïe.

## Famille

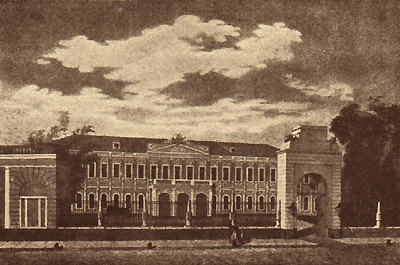
Le palais Rostoptchine à Moscou.

Il eut de sa femme Ekaterina Rostoptchina, ancienne demoiselle d'honneur de Catherine II, huit enfants :
- Sergueï (1796-1839)
- Nathalie (1797-1866), épouse du gouverneur de Crimée Dimitri Narychkine,
- Sophie, Comtesse de Ségur, célèbre auteur français du XIXe siècle
- Pavel (1803-1806)
- Maria (1805)
- Élisabeth (1807-1825)
- Mikhaïl (1810)
- Andreï (1813-1882), qui s'est distingué dans la carrière militaire, marié à Eudoxie Souchkova, salonnière et femme de lettres.

## Dans la littérature
- Dans La Guerre et la Paix, de Tolstoï, il est fait référence au comte Rostopchine qui a une discussion avec l'un des personnages principaux du livre, Pierre Bézoukhov. Il décrit aussi Rostopchine comme un homme dépassé par les évènements qui a cru jusqu'au dernier instant que Moscou ne serait pas livré sans combat. On retrouve d'ailleurs ces deux citations sur l'incendie et la fuite de Moscou dans La Guerre et la Paix :

Dans la suite, lorsqu’il se plut à expliquer ce qu’il avait fait à cette époque, le comte Rostoptchine répéta à différentes reprises dans ses Mémoires que son but était de maintenir la tranquillité à Moscou et d’en faire sortir les habitants. Si telle était véritablement son intention, sa conduite devient irréprochable. Mais pourquoi alors ne sauve-t-on pas les richesses de la ville, les armes, les munitions, la poudre, le blé ? Pourquoi trompe-t-on et ruine-t-on des milliers d’habitants en leur disant que Moscou ne sera pas livré ? « Pour y maintenir la tranquillité, » nous répond le comte Rostoptchine. Pourquoi alors emporte-t-on des monceaux de paperasses inutiles, l’aérostat de Leppich, etc., etc. ?  « Pour qu’il ne reste plus rien en ville, » répond encore le comte. Si l’on admet cette manière de voir, chacun de ses actes est justifié.
Cette citation montre que selon Tolstoï, Rostopchine n'avait pas prévu la fuite de Moscou et s'y était d'ailleurs opposé jusqu'aux derniers instants.
Les Français attribuent l’incendie de Moscou au patriotisme féroce de Rostoptchine, les Russes à la sauvagerie des Français ; mais, en réalité, on ne saurait en rendre responsables ni Rostoptchine ni les Français, et les conditions dans lesquelles la ville se trouvait en furent seules la cause. Moscou a brûlé comme aurait pu brûler n’importe quelle ville construite en bois, abstraction faite du mauvais état des pompes, qu’elles y fussent restées ou non, comme n’importe quel village, fabrique ou maison qui auraient été abandonnés par leurs propriétaires et envahis par les premiers venus. S’il est vrai de dire que Moscou fut brûlé par ses habitants, il est incontestable aussi qu’il le fut, non par ceux qui y étaient restés, mais par le fait de ceux qui l’avaient quitté. Moscou ne fut pas respecté par l’ennemi comme Berlin et comme Vienne, parce que ses habitants ne reçurent pas les Français avec le pain et le sel en leur offrant les clefs de la ville, mais préférèrent l’abandonner à son malheureux sort.
Cette autre citation met en cause la version selon laquelle Rostopchine aurait été responsable de l'incendie de Moscou

## Sources
« Fédor Rostopchine », dans Charles Mullié, Biographie des célébrités militaires des armées de terre et de mer de 1789 à 1850, 1852 [détail de l’édition]